# Peter Tuiasosopo
Peter Tuiasosopo (24. května 1963 Kalifornie – 10. února 2025 Phoenix) byl americký herec a profesionální hráč amerického fotbalu samojského původu. Na plátně se proslavil svou rolí E. Hondy ve filmu Street Fighter: Poslední boj (1994) a Manumana ve filmu Nezbytná tvrdost (1991). Hrál také kustoda Yoshiho Nakamuru v seriálu Nakopni to na Disney Channel.
Jako hráč amerického fotbalu hrál na pozici centra v National Football League (NFL) za tým Los Angeles Rams. Na vysoké škole hrál fotbal za tým Utah State Aggies.

## Osobní život
Byl strýcem herce Boba Apisa. Jeho bratranci byli Manu Tuiasosopo, John Tautolo a Terry Tautolo. Jeho druhým bratrancem byl bývalý quarterback Marques Tuiasosopo. Jeho neteří je americká veslařka Lanea Tuiasosopo.

### Smrt
Zemřel 10. února 2025 ve Phoenixu v Arizoně na nespecifikované kardiovaskulární onemocnění. Bylo mu 61 let.

## Filmografie
| Rok  | Název                        | Role                          |
| ---- | ---------------------------- | ----------------------------- |
| 1991 | Nezbytná tvrdost             | Laikai Manumana „the Slender“ |
| 1993 | Danger Theatre               | detektiv Al Hamoki            |
| 1994 | Aljaška v plamenech          | dělník                        |
| 1994 | Street Fighter: Poslední boj | E. Honda                      |
| 1996 | The Jamie Foxx Show          | Jackie Chin                   |
| 1997 | Batman & Robin               | strážce                       |
| 1998 | Pivní bratři                 | Ed Tuttle                     |
| 2000 | Charlieho andílci            | bodyguard                     |
| 2001 | Rychle a zběsile             | bodyguard                     |
| 2002 | Král Škorpion                | noční hlídač brány            |
| 2008 | Speed Racer                  | hlasatel                      |
| 2009 | 12 kol                       | Willie Dumaine                |
| 2009 | Dokonalý únik                | dodavatel                     |
| 2009 | The Slammin' Salmon          |                               |
| 2011 | Nakopni to                   | Yoshi Nakamura                |
| 2011 | Mladí a neklidní             | Koaa                          |
| 2012 | Kde je Albert?               | pan Mahani                    |
| 2013 | Námořní vyšetřovací služba   | Charles Kang / Chucky Bang    |
| 2013 | Nová holka                   | Big Bob a Steve               |
| 2013 | Mob City                     | Big Oso                       |
| 2015 | Ray Donovan                  | strážce                       |
| 2015 | Black-ish                    | strážník Tuiasosopo           |
| 2018 | Mayans MC                    | Afa                           |
| 2021 | Magnum P.I.                  | Manui Vasega                  |